# Cryptantha texana
Cryptantha texana là loài thực vật có hoa trong họ Mồ hôi. Loài này được (A.DC.) Greene mô tả khoa học đầu tiên năm 1887.